# Lista över fornlämningar i Varbergs kommun (Ås)
Lista över fornlämningar i Varbergs kommun (Ås) är en förteckning av ett urval av de fornlämningar som finns i Ås i Varbergs kommun.
| Namn                       | Lämningstyp                      | Tillkomsttid | Historisk indelning | Plats | Läge                 | ID-nr          | Bild                                 |
| -------------------------- | -------------------------------- | ------------ | ------------------- | ----- | -------------------- | -------------- | ------------------------------------ |
| Ås 7:1                     | Stensättning                     |              | Ås, Halland         |       | 57.218368, 12.329179 | 10152500070001 | Ladda upp en bild av detta fornminne |
| Ås 8:1                     | Röse                             |              | Ås, Halland         |       | 57.217216, 12.331886 | 10152500080001 | Ladda upp en bild av detta fornminne |
| Ås 10:1                    | Röse                             |              | Ås, Halland         |       | 57.197326, 12.310690 | 10152500100001 | Ladda upp en bild av detta fornminne |
| Mölnekulle (Ås 12:1)       | Hög                              |              | Ås, Halland         |       | 57.206292, 12.301231 | 10152500120001 | Ladda upp en bild av detta fornminne |
| Ås 13:1                    | Stensättning                     |              | Ås, Halland         |       | 57.205531, 12.299103 | 10152500130001 | Ladda upp en bild av detta fornminne |
| Ås 14:1                    | Hög                              |              | Ås, Halland         |       | 57.210208, 12.300193 | 10152500140001 | Ladda upp en bild av detta fornminne |
| Ås 14:2                    | Stensättning                     |              | Ås, Halland         |       | 57.210590, 12.300643 | 10152500140002 | Ladda upp en bild av detta fornminne |
| Vallherderöset (Ås 15:1)   | Stensättning                     |              | Ås, Halland         |       | 57.205461, 12.277926 | 10152500150001 | Ladda upp en bild av detta fornminne |
| Kung Valls kulle (Ås 17:1) | Hög                              |              | Ås, Halland         |       | 57.216914, 12.307068 | 10152500170001 | Ladda upp en bild av detta fornminne |
| Ås 20:1                    | Röse                             |              | Ås, Halland         |       | 57.219933, 12.304812 | 10152500200001 | Ladda upp en bild av detta fornminne |
| Ås 23:1                    | Stensättning                     |              | Ås, Halland         |       | 57.220494, 12.309388 | 10152500230001 | Ladda upp en bild av detta fornminne |
| Ås 30:1                    | Röse                             |              | Ås, Halland         |       | 57.222483, 12.265380 | 10152500300001 | Ladda upp en bild av detta fornminne |
| Ås 31:1                    | Röse                             |              | Ås, Halland         |       | 57.224090, 12.268796 | 10152500310001 | Ladda upp en bild av detta fornminne |
| Ås 32:1                    | Stensättning                     |              | Ås, Halland         |       | 57.225024, 12.273888 | 10152500320001 | Ladda upp en bild av detta fornminne |
| Ås 33:1                    | Stensättning                     |              | Ås, Halland         |       | 57.223526, 12.263409 | 10152500330001 | Ladda upp en bild av detta fornminne |
| Ås 37:1                    | Stensättning                     |              | Ås, Halland         |       | 57.209752, 12.234139 | 10152500370001 | Ladda upp en bild av detta fornminne |
| Ås 40:1                    | Stensättning                     |              | Ås, Halland         |       | 57.205065, 12.240506 | 10152500400001 | Ladda upp en bild av detta fornminne |
| Ås 40:2                    | Stensättning                     |              | Ås, Halland         |       | 57.205511, 12.240754 | 10152500400002 | Ladda upp en bild av detta fornminne |
| Ås 41:1                    | Röse                             |              | Ås, Halland         |       | 57.203906, 12.238812 | 10152500410001 | Ladda upp en bild av detta fornminne |
| Ås 42:1                    | Röse                             |              | Ås, Halland         |       | 57.203873, 12.237835 | 10152500420001 | Ladda upp en bild av detta fornminne |
| Ås 43:1                    | Stensättning                     |              | Ås, Halland         |       | 57.203683, 12.234243 | 10152500430001 | Ladda upp en bild av detta fornminne |
| Ås 44:1                    | Stensättning                     |              | Ås, Halland         |       | 57.202612, 12.230093 | 10152500440001 | Ladda upp en bild av detta fornminne |
| Ås 45:1                    | Röse                             |              | Ås, Halland         |       | 57.201909, 12.228628 | 10152500450001 | Ladda upp en bild av detta fornminne |
| Ås 46:1                    | Röse                             |              | Ås, Halland         |       | 57.202431, 12.239588 | 10152500460001 | Ladda upp en bild av detta fornminne |
| Ås 50:1                    | Gravfält                         |              | Ås, Halland         |       | 57.188641, 12.156960 | 10152500500001 | Ladda upp en bild av detta fornminne |
| Ås 51:1                    | Röse                             |              | Ås, Halland         |       | 57.190514, 12.157758 | 10152500510001 | Ladda upp en bild av detta fornminne |
| Sandvik rös (Ås 52:1)      | Röse                             |              | Ås, Halland         |       | 57.189764, 12.160998 | 10152500520001 | Ladda upp en bild av detta fornminne |
| Ås 53:1                    | Röse                             |              | Ås, Halland         |       | 57.187540, 12.161320 | 10152500530001 | Ladda upp en bild av detta fornminne |
| Ås 54:1                    | Röse                             |              | Ås, Halland         |       | 57.187517, 12.162518 | 10152500540001 | Ladda upp en bild av detta fornminne |
| Ås 54:2                    | Röse                             |              | Ås, Halland         |       | 57.187291, 12.162309 | 10152500540002 | Ladda upp en bild av detta fornminne |
| Ås 55:1                    | Röse                             |              | Ås, Halland         |       | 57.200148, 12.168192 | 10152500550001 | Ladda upp en bild av detta fornminne |
| Grytö rös (Ås 56:1)        | Röse                             |              | Ås, Halland         |       | 57.186205, 12.165599 | 10152500560001 | Ladda upp en bild av detta fornminne |
| Ås 60:1                    | Röse                             |              | Ås, Halland         |       | 57.201425, 12.185525 | 10152500600001 | Ladda upp en bild av detta fornminne |
| Ås 61:1                    | Grav markerad av sten/block      |              | Ås, Halland         |       | 57.197279, 12.187333 | 10152500610001 | Ladda upp en bild av detta fornminne |
| Ås 62:1                    | Grav markerad av sten/block      |              | Ås, Halland         |       | 57.197760, 12.201037 | 10152500620001 | Ladda upp en bild av detta fornminne |
| Ås 62:2                    | Stenkrets                        |              | Ås, Halland         |       | 57.197592, 12.201498 | 10152500620002 | Ladda upp en bild av detta fornminne |
| Ås 63:1                    | Röse                             |              | Ås, Halland         |       | 57.189917, 12.197628 | 10152500630001 | Ladda upp en bild av detta fornminne |
| Ås 64:1                    | Röse                             |              | Ås, Halland         |       | 57.189345, 12.196985 | 10152500640001 | Ladda upp en bild av detta fornminne |
| Ås 66:1                    | Röse                             |              | Ås, Halland         |       | 57.209841, 12.110697 | 10152500660001 | Ladda upp en bild av detta fornminne |
| Ås 67:1                    | Röse                             |              | Ås, Halland         |       | 57.208299, 12.112928 | 10152500670001 | Ladda upp en bild av detta fornminne |
| Ås 69:1                    | Stensättning                     |              | Ås, Halland         |       | 57.197427, 12.205909 | 10152500690001 | Ladda upp en bild av detta fornminne |
| Ås 70:1                    | Hög                              |              | Ås, Halland         |       | 57.200535, 12.203860 | 10152500700001 | Ladda upp en bild av detta fornminne |
| Ås 71:1                    | Gravfält                         |              | Ås, Halland         |       | 57.201763, 12.204983 | 10152500710001 | Ladda upp en bild av detta fornminne |
| Ås 72:1                    | Stensättning                     |              | Ås, Halland         |       | 57.202998, 12.195709 | 10152500720001 | Ladda upp en bild av detta fornminne |
| Ås 74:1                    | Stensättning                     |              | Ås, Halland         |       | 57.204041, 12.197535 | 10152500740001 | Ladda upp en bild av detta fornminne |
| Ås 75:1                    | Stensättning                     |              | Ås, Halland         |       | 57.204201, 12.198394 | 10152500750001 | Ladda upp en bild av detta fornminne |
| Ås 76:1                    | Stensättning                     |              | Ås, Halland         |       | 57.205903, 12.200901 | 10152500760001 | Ladda upp en bild av detta fornminne |
| Ås 77:1                    | Grav markerad av sten/block      |              | Ås, Halland         |       | 57.204745, 12.203840 | 10152500770001 | Ladda upp en bild av detta fornminne |
| Ås 78:1                    | Stensättning                     |              | Ås, Halland         |       | 57.204610, 12.208096 | 10152500780001 | Ladda upp en bild av detta fornminne |
| Ås 80:1                    | Stensättning                     |              | Ås, Halland         |       | 57.206554, 12.210680 | 10152500800001 | Ladda upp en bild av detta fornminne |
| Ås 82:1                    | Husgrund, förhistorisk/medeltida |              | Ås, Halland         |       | 57.225688, 12.219239 | 10152500820001 | Ladda upp en bild av detta fornminne |
| Ås 83:1                    | Husgrund, förhistorisk/medeltida |              | Ås, Halland         |       | 57.225624, 12.217158 | 10152500830001 | Ladda upp en bild av detta fornminne |
| Ås 84:1                    | Röse                             |              | Ås, Halland         |       | 57.194937, 12.162359 | 10152500840001 | Ladda upp en bild av detta fornminne |
| Ås 84:2                    | Stensättning                     |              | Ås, Halland         |       | 57.195350, 12.162772 | 10152500840002 | Ladda upp en bild av detta fornminne |
| Ås 84:3                    | Stensättning                     |              | Ås, Halland         |       | 57.195144, 12.162249 | 10152500840003 | Ladda upp en bild av detta fornminne |
| Ås 84:4                    | Stensättning                     |              | Ås, Halland         |       | 57.195048, 12.161650 | 10152500840004 | Ladda upp en bild av detta fornminne |
| Ås 87:1                    | Stensättning                     |              | Ås, Halland         |       | 57.209690, 12.300650 | 10152500870001 | Ladda upp en bild av detta fornminne |
| Ås 93:1                    | Gravfält                         |              | Ås, Halland         |       | 57.219967, 12.234935 | 10152500930001 | Ladda upp en bild av detta fornminne |
| Ås 101:1                   | Stensättning                     |              | Ås, Halland         |       | 57.210913, 12.301511 | 10152501010001 | Ladda upp en bild av detta fornminne |
| Ås 115:1                   | Stensättning                     |              | Ås, Halland         |       | 57.204085, 12.251535 | 10152501150001 | Ladda upp en bild av detta fornminne |
| Ås 115:2                   | Stensättning                     |              | Ås, Halland         |       | 57.204151, 12.251741 | 10152501150002 | Ladda upp en bild av detta fornminne |
| Ås 116:1                   | Stensättning                     |              | Ås, Halland         |       | 57.203156, 12.244937 | 10152501160001 | Ladda upp en bild av detta fornminne |
| Ås 123:1                   | Stensättning                     |              | Ås, Halland         |       | 57.203589, 12.233593 | 10152501230001 | Ladda upp en bild av detta fornminne |
| Ås 125:1                   | Stensättning                     |              | Ås, Halland         |       | 57.205965, 12.241595 | 10152501250001 | Ladda upp en bild av detta fornminne |
| Ås 129:1                   | Stensättning                     |              | Ås, Halland         |       | 57.220949, 12.237608 | 10152501290001 | Ladda upp en bild av detta fornminne |
| Ås 149:1                   | Fiskeläge                        |              | Ås, Halland         |       | 57.191608, 12.144905 | 10152501490001 | Ladda upp en bild av detta fornminne |
| Ås 151:1                   | Fiskeläge                        |              | Ås, Halland         |       | 57.207848, 12.110995 | 10152501510001 | Ladda upp en bild av detta fornminne |
| Ås 153:1                   | Fiskeläge                        |              | Ås, Halland         |       | 57.205879, 12.114435 | 10152501530001 | Ladda upp en bild av detta fornminne |
| Ås 156:1                   | Gravfält                         |              | Ås, Halland         |       | 57.208910, 12.116218 | 10152501560001 | Ladda upp en bild av detta fornminne |
| Ås 160:1                   | Grav- och boplatsområde          |              | Ås, Halland         |       | 57.234122, 12.307254 | 10152501600001 | Ladda upp en bild av detta fornminne |
| Ås 185                     | Stensättning                     |              | Ås, Halland         |       | 57.206740, 12.274811 | 12000000084383 | Ladda upp en bild av detta fornminne |
| Ås 186                     | Stensättning                     |              | Ås, Halland         |       | 57.205434, 12.277884 | 12000000084387 | Ladda upp en bild av detta fornminne |
| Ås kloster (Ås 190)        | Kloster                          |              | Ås, Halland         |       | 57.225303, 12.220417 | 12000000135913 | Ladda upp en bild av detta fornminne |
| Lindberg 44:1              | Fornborg                         |              | Ås, Halland         |       | 57.197239, 12.311748 | 10147600440001 | Ladda upp en bild av detta fornminne |